# Philodina australis
Philodina australis är en hjuldjursart som beskrevs av Murray 1911. Philodina australis ingår i släktet Philodina och familjen Philodinidae. Inga underarter finns listade i Catalogue of Life.